# Tân Thành B
Tân Thành B là một xã thuộc huyện Tân Hồng, tỉnh Đồng Tháp, Việt Nam.

## Địa lý
Xã Tân Thành B nằm ở trung tâm huyện Tân Hồng, có vị trí địa lý:
- Phía đông giáp xã Tân Thành A và xã Thông Bình
- Phía tây giáp thị trấn Sa Rài và xã Tân Công Chí
- Phía nam giáp xã Tân Phước
- Phía bắc giáp xã Tân Hộ Cơ.

Xã có diện tích 31,45 km², dân số năm 1999 là 5.007 người, mật độ dân số đạt 159 người/km².

## Lịch sử
Quyết định số 36-HĐBT ngày 06 tháng 03 năm 1984 của Hội đồng Bộ trưởng, chia xã Tân Thành, huyện Hồng Ngự) thành 2 xã lấy tên là xã Thông Bình và xã Tân Thành.
Quyết định số 41-HĐBT ngày 22 tháng 04 năm 1989 của Hội đồng Bộ trưởng, thành lập xã Tân Thành B thuộc huyện Tân Hồng trên cơ sở của 190 hécta với 420 người của xã Tân Thành cũ, 1.950 hécta với 5.365 người của xã Tân Công Chí; 550 hécta với 250 người của xã Thông Bình, xã Tân Thành B có 2.690 hécta diện tích tự nhiên và 6.035 người.